# Karantanien
Karantanien (slowenisch Karantanija, auch Korotan) war ein im 7. Jahrhundert entstandenes slawisches Fürstentum mit einem möglichen Zentrum auf dem Gebiet des heutigen Kärnten. Über die Grenzen des heutigen Bundeslandes Kärnten hinausreichend soll es als ein erstes eigenständiges und stabiles Staatsgebilde nach der Völkerwanderung entscheidend für die Geschichte Kärntens, der Steiermark und Sloweniens gewesen sein.

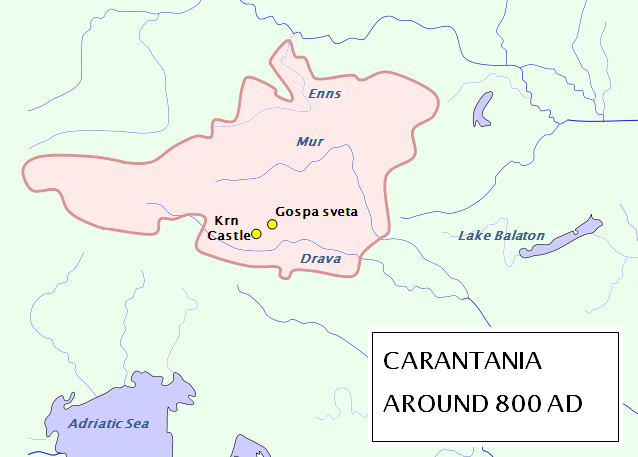
Karantanien zur Zeit Karls des Großen

## Besiedelungsgeschichte und Entwicklung des karantanischen Fürstentums
In den Jahren 590/591 kam es zu größeren Vorstößen slawischer Stämme in die östlichen Randzonen der Alpen bis an die östlichen und nördlichen Grenzen von Binnennorikum. Die in der Wissenschaft Alpenslawen, auch Vinedi genannte Gens besiedelte am Ende des 6. Jahrhunderts in relativ kurzer Zeit den östlichen Teil der Ostalpen. Als Alpenslawen wurden alle Slawen bezeichnet, die dieses gebirgige Gebiet besiedelten. Es bildete sich eine selbstständige karantanische Herrschaft mit dem Zentrum in Karnburg/Krnski grad auf dem Zollfeld/Gosposvetsko polje bei Klagenfurt/Celovec heraus, das Fürstentum Karantanien. Die Quellen nennen es marca Vinedorum oder Sclaborum provincia. Diese Slawen werden im 7. Jahrhundert als Carantani, sclavani, sclavi, sclavoni oder veneti bezeichnet. Die Germanen nannten sie Winedi, Winadi oder Wenden.
Die Karantanen weisen sich durch ihren Namen als ein Neustamm aus. Altbewohner (keltisch-romanische Restbevölkerung) und Zuwanderer lebten nebeneinander im Lande, zwar verschiedensprachig, aber mit wachsenden Verständigungsmöglichkeiten. Die Oberschicht und Führungsschicht bildeten zweifellos die Alpenslawen und eine Zeit lang vermutlich auch Awaren, die restliche Bevölkerung setzte sich aus sonstigen eingewanderten slawischen Volksstämmen, romanisierten Kelten (Norikern) und zugezogenen Römern zusammen. Der slawischen Sprache ist es gelungen, bis zum 8. Jahrhundert andere Spracheigentümlichkeiten in Karantanien zu verdrängen.
Das Fürstentum der Karantanen könnte für die mitteleuropäische Geschichte von großer Bedeutung gewesen sein, wenn es sich dabei tatsächlich um eine für diesen Raum schon sehr früh entstandene staatliche Ordnung gehandelt hat. Darauf gehe der Fürstenstein, das älteste Rechtsdenkmal, Herrschaftszeichen Kärntens und des mitteleuropäischen Raums, zurück. Allerdings bestehen an dieser weit verbreiteten Meinung auch beträchtliche Zweifel und die Thesen insbesondere von Jožef Šavli, einem Wirtschaftslehrer und Hobbyhistoriker in Görz, veranlassten den eminenten slowenischen Historiker Bogo Grafenauer (1916–1995) zur Feststellung: „Nirgendwo sonst in der Welt finden ähnliche historiographische Ekzentrizitäten ein derart breites Echo wie bei den Slowenen.“

„Die Anfänge der Zeremonie am Fürstenstein können an die Zeit der karantanischen Selbstständigkeit im 7. und 8. Jahrhundert angeknüpft werden. Das ist zwar nicht nachweisbar, aber für diese Ansicht gibt es keine bessere Alternative. Ebenfalls ist die Annahme logisch, dass die Teilnehmer dieser Zeremonie nur die Angehörigen der Karantanengemeinschaft gewesen sein können; das heißt diejenigen, die unter die Herrschaft des Karantanenfürsten fielen. Diese Herrschaft erstreckte sich jedoch nie auf den Raum südlich der Karawanken. Später wurde der Fürstenstein zum Herrschaftssymbol des Herzogtums und Landes Kärnten, dessen Wappen im Spätmittelalter auch auf dieses Denkmal eingemeißelt wurde. Mit dem Fürstenstein wurde die Herrschaftsübergabe verbunden, die sich allerdings ausschließlich auf das Herzogtum Kärnten bezog. Auch in jener Zeit hatte der Fürstenstein keinen allslowenischen Bezug, der auch Krain oder die (Unter)Steiermark einbezogen hätte.“

Durch die bayerische Expansionspolitik gegen die Awaren und die damit allmählich verbundene christliche Missionierung Karantaniens im 8. Jahrhundert kam das Land unter bayerische Oberhoheit. Karantanien kam unter bayerisch-fränkischen Einfluss und verlor in der Folge schrittweise seine Selbständigkeit. Karantanien büßte jedoch nur die Eigenständigkeit als selbständiges Fürstentum ein; der Name wurde weiterhin als Landesbezeichnung geführt. Bayern, Franken und Angehörige anderer germanischer Stämme kamen in das Land.

## Territorium und Überblick
Herrschaftszentrum war wahrscheinlich Karnburg (Krnski grad) am Zollfeld (Gosposvetsko polje). Karantanien umfasste auch große Teile der Gebiete des heutigen Osttirol und der Steiermark, weiters den Salzburger Lungau und den Enns-Pongau sowie Teile des südlichen Ober- und Niederösterreichs. Dazu kam noch die heutige slowenische Untersteiermark bis ins Tal der Save, aber ohne den Raum Ptuj. Der Historiker Wolfram nimmt an, dass die Karantanen auf mehr als 35 Prozent des heute österreichischen und etwa 10 bis 15 Prozent des slowenischen Staatsgebietes ihre frühmittelalterliche Staatlichkeit entwickelten. In den wenigen vorhandenen schriftlichen historischen Quellen, wie zum Beispiel von Paulus Diaconus, wird eher zwischen der ebenfalls weitgehend slawisch besiedelten Carniola, dem späteren Krain, und Carantanum unterschieden. Obwohl sich der slowenische Raum südlich der Karawanken im Schatten der Überlieferung befand, darf seine Bedeutung für die Erforschung der Gesellschaftsstrukturen der Karantanen nicht unterschätzt werden. Der Umfang Karantaniens ist nicht immer gleich gewesen, so haben sich die Grenzen Karantaniens zur Zeit von Borouth von jenen nach dem Ende der siegreichen Awarenkriege unterschieden.

## Etymologie und Sprache der Karantanen

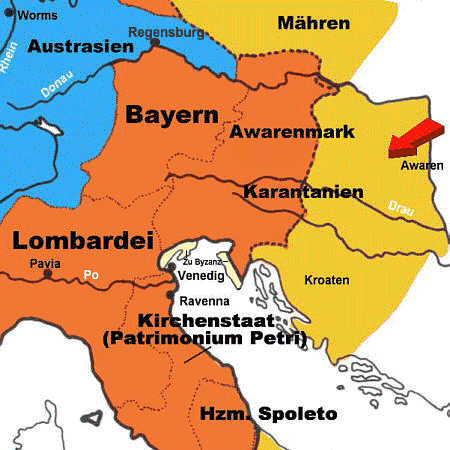
Karantanien zur Zeit Karls des Großen

Es gibt mehrere Deutungen des Namens: Möglich ist die Herkunft vom vorindogermanischen Wort car „Felsgestein“, ein Hinweis auf den Siedlungsraum, oder auch eine Ableitung vom Keltischen – urkeltisch *karant- „Freund, Verwandter“ –, eine Tradition von den verbliebenen einheimischen Keltoromanen. Die Bezeichnung Carontani wurde nachweislich im 7. Jahrhundert durch den Geographen von Ravenna in seiner Cosmographie erstmals erwähnt, die spätere Form Carantanum für das Gebiet des Volks der Slawen ist vor dem Jahr 800 durch den Geschichtsschreiber Paulus Diaconus belegt. Carantanum (oder eine slawische Entlehnung daraus) wurde latinisiert zu Carinthia.
Auch die vielen etymologisch slawischen (= „windischen“) Toponyme zeugen von einer Slowenisch- bzw. Gemischtsprachigkeit des südlichen Österreichs. Der Name der Tauern etwa ist ein altes Substratwort (*taur „Berg“ > „Bergpass, Übergang“) und durch slawische Vermittlung ins Deutsche gelangt. Im slowenischen Volksmund heißen sowohl die Ossiacher Tauern (auf Slowenisch Osojske Ture) als auch der Turia-Wald südlich vom Keutschacher See einfach Turje. Daraus folgt, dass es im hohen und späten Mittelalter eine über Kärnten hinausgehende, weit verbreitete Gemischtsprachigkeit gab, was sich auch in alten Lehnwörtern in der Dialektsprache widerspiegelt. Es gibt viele Wörter in der Mundart, die slawischen Ursprungs sind, so zum Beispiel die alten bäuerlichen Speisen Munken (von „altslowenisch“ *mǫka „Mehl“, modern moka) und Talggen (von frühslawisch *tălkŭna, etwa „geschroteter Hafer“) oder die Strankerln „grüne Bohnen, Fisolen“ (von „altslowenisch“ *strąk- > *strǫk-, modern strok „Hülse, Schote“). Der Sprachwissenschaftler Heinz Dieter Pohl stellt nun die Frage, wie man diese Sprache nennen solle; „Slowenisch“ im heutigen Sinn sei sie nicht, „Alpenslawisch“ sei zu allgemein, „altslowenisch“ erwecke den Eindruck, es handle sich um einen direkten Vorläufer des modernen Slowenischen. Daher denkt Pohl, „der beste Name wäre ‚Karantanisch‘, da ja die Slavia submersa der österreichischen Alpenländer die Sprache des Karantanen-Reichs war“. Literarisch ist dieses Karantanisch in den altslowenischen Freisinger Denkmälern (Brižinski spomeniki) überliefert.

## Geschichte

### Reich der Karantanen
Nachdem die Langobarden ab dem Jahr 568 nach Italien weitergezogen waren, rückten die Awaren und, vor ihnen auf der Flucht, die Vorfahren der Slowenen (Alpenslawen, Karantanen) aus dem Südosten in Pannonien und Noricum ein; an den Drauquellen (Toblacher Feld) wurde ihrem weiteren Vorrücken nach Westen von den Bayern unter Herzog Tassilo I. ein Ende gesetzt.
Ab dem Jahr 623 gelang es dem Franken Samo, die Slawen gegen die bedrückenden Awaren in einem großen slawischen Reich mit Zentrum an der unteren March zu organisieren; nach seinem Tod im Jahr 658 zerfiel sein Reich.
Ob Samos Reich sich auch auf Karantanien ausgedehnt hat, ist umstritten, auch, da um das Jahr 630 ein Herzog Walluk (Wallucus dux Winedorum) erwähnt wird. Im Jahr 631 wird in der Fredegar-Chronik der Name Karantaniens mit marcha Vinedorum (‚Mark der Winden/Windischen‘) genannt.

### Die fränkisch-bayerische Grenzmark Karantanien
Im 8. Jahrhundert (vor dem Jahr 743) wandte sich Borouth (auch Borut), Herzog der Karantanerslawen, an Herzog Odilo von Bayern und bat ihn um Hilfe gegen die Awaren. Diese wurde ihm gewährt, allerdings gegen Anerkennung der bayerischen bzw. fränkischen Oberhoheit. Borouth, sein Sohn Cacatius (in slowenischen Quellen benannt als Gorazd) und sein Neffe Cheitumar (in slowenischen Quellen Hotimir, auch Kajtimar) herrschten als fränkische Vasallen. Ein Aufstand der heidnischen Slowenen wurde im Jahr 772 von Herzog Tassilo III., der im Jahr 763 die fränkische Oberhoheit abgeworfen hatte, unterdrückt und ein neuer Herzog eingesetzt: Waltunch (auch Wladuch oder Walhun).
Nachdem der fränkische König Karl der Große bis Ende des 8. Jahrhunderts die Awaren im Osten sowie die Langobarden im Süden zurückgedrängt bzw. unterworfen hatte, verleibte er das Herzogtum Bayern seinem Reich ein, und Karantanien wurde wie die Awarenmark zu einer Grenzmark des Frankenreichs. Formal war Karantanien fränkischen Reichsbeamten unterstellt und ab dem Jahr 799 als Teil der Marcha orientalis vom bayerischen Ostlandpräfekten mit Sitz in Lorch an der Enns verwaltet. Die Einsetzung einheimischer Stammesfürsten slawischer Abstammung wurde von diesen jedoch zunächst noch geduldet.
Als sich Ljudevit, Fürst von Unterpannonien (das Gebiet zwischen Drau und Save – Kulpa), in den Jahren 819 und 823 gegen die fränkische Oberhoheit unter Ludwig dem Frommen auflehnte, schlossen sich Teile der Karantanen an – sie wurden jedoch geschlagen. Ljudevit wurde im Jahr 823 ermordet. Ludwig der Fromme versprach seinem Sohn Ludwig dem Deutschen Bayern sowie die östlichen Marken. Dies wurde durch den Vertrag von Verdun im Jahr 843 besiegelt. In den Jahren 840 bis 861 war Pabo Graf von Karantanien. Ihm folgte nach dessen Absetzung durch Karlmann Graf Gundakar im Amt.
Ludwig der Deutsche schenkte die östlichen Marken im Jahr 861 seinem Sohn Karlmann, der aber ab dem Jahr 863 mit seinem Vater in Streit geriet, weil er anstelle der Anführer, die für die Sicherung Pannoniens vorgesehen waren, seine eigenen Leute einsetzte. Ludwig ging mit Truppen gegen seinen Sohn vor und zwang ihn, sich zu unterwerfen. Karlmann konnte jedoch aus der freien Haft seines Vaters zurück nach Kärnten flüchten, gewann die Gebiete zurück und wurde schließlich bei der Reichsteilung seines Vaters im Jahr 865 Herzog des ostfränkischen Teilreichs Bayern und nach dessen Tod im Jahr 876 ostfränkischer Teilkönig.

### Arnulfs Regnum Carantanum
Arnulf von Kärnten, illegitimer Sohn Karlmanns, wuchs in Kärnten, wahrscheinlich in der Pfalz Karnburg oder vielleicht auch auf der sogenannten Mosaburch auf. Er wurde im Jahr 876 Markgraf von Karantanien und regierte ab dem Jahr 887 als ostfränkischer König bzw. Kaiser Arnulf (ab dem Jahr 896). Arnulfs regnum Carantanum umfasste als karantanisch-pannonischer Herrschaftskomplex auch die Grafschaft an der oberen Save sowie das Sisak-Fürstentum an deren Mittellauf.

### Magyarensturm und Trennung in Kärnten und die Mark an der Mur (Steiermark)
Nach Arnulfs Tod im Jahr 899 erstarkten die Stammesherzogtümer wieder. Folglich beherrschten bayerische Fürsten Karantanien bis ins Jahr 976. Während die Awarenmark nach der Niederlage von Pressburg im Jahr 907 an die Magyaren verloren ging, konnten sich die Bayern unter fränkischer Oberhoheit in der karantanischen Grenzmark halten. Als nach der Schlacht auf dem Lechfeld im Jahr 955 das niederösterreichische Alpenvorland wieder zurückerobert wurde und damit die Mark Ostarrîchi Gestalt annahm, entwickelte sich Karantanien weitgehend unabhängig.
Die Grenzen der unter der Herrschaft der Karolinger und ihrer Nachfolger (825–976) zu Bayern gehörenden Mark Karantanien und auch des späteren Herzogtums Kärnten gingen über die Grenzen des alten Fürstentums und ganz besonders weit über jene des heutigen Bundeslandes Kärnten hinaus. Karantanien wurde im Jahr 976 durch Kaiser Otto II. zugleich mit der Absetzung des bayerischen Herzogs Heinrich II. des Zänkers vom Herzogtum Bayern abgetrennt und zum Herzogtum Kärnten erhoben. Es war damit das älteste Herzogtum des Heiligen Römischen Reiches innerhalb der heutigen österreichischen Grenzen.
Nach der Schlacht auf dem Lechfeld wurde um das Jahr 970 erstmals die Karantanische Mark genannt. Diese wurde nach dem Jahr 955 von Karantanien abgespalten. Diese Mark an der Mur lag zwischen Kor- und Packalpe und dem Mittellauf der Mur und bildete gemeinsam mit den obersteirischen Grafschaften im Ennstal, um Judenburg, um Leoben und im Mürztal die Keimzelle für die später entstehende Steiermark – der alte Verwaltungssitz an der Enns verlagerte sich von Lorch nach Steyr, und von dieser Stadt hat die Steiermark ihren Namen.